# Rainer Jupe
Rainer Jupe (* 11. September 1941 in Breslau) ist ein ehemaliger deutscher Fußballschiedsrichter.

## Leben
Jupe wuchs in Hameln auf, im Alter von 24 Jahren zog er nach München um und arbeitete im Beruf des Elektroingenieurs. 1966 bestand er die Schiedsrichterprüfung und pfiff für den FC Bayern München. 1968 wechselte Jupe nach einem Umzug nach Hessen zur TSG 1846 Darmstadt.
Ab 1976 leitete er Spiele in der Oberliga, ab 1978 in der 2. Fußball-Bundesliga. Sein erstes Spiel in der Fußball-Bundesliga pfiff Jupe am 7. September 1984 (Bayer 04 Leverkusen gegen Schalke 04). Er war mittlerweile beruflich als leitender Redakteur einer Zeitschrift für Labortechnik tätig. Als Linienrichter kam er auch zu Einsätzen im Europapokal. 1987 zog sich Jupe als Schiedsrichter zurück, sein letztes Spiel war im Juni 1987 das Endspiel um die Deutsche Amateurmeisterschaft. Insgesamt kam er als Schiedsrichter auf 23 Bundesliga- und 58 Zweitligaeinsätze.
Im Film „Das Wunder von Bern“ spielte Jupe eine Nebenrolle.